# Dracaena floribunda
Dracaena floribunda är en sparrisväxtart som beskrevs av John Gilbert Baker. Dracaena floribunda ingår i släktet dracenor, och familjen sparrisväxter. Inga underarter finns listade i Catalogue of Life.